# Дазий Доростолски
Дазий или Дасий Доростолски е православен светец, първият известен Христов мъченик по днешните българските земи.

## Биография
В град Доростол (днес Силистра) е разположен пограничният лагер на Единадесетия Клавдиев легион. По време на Диоклециановите гонения в легиона имало християни, които загиват като мъченици за вярата си. Дазий е войник в легиона, по произход тракиец и християнин. По време на шумните езически тържества, Дазий се отстранявал и се разхождал по брега на Дунава. При новогодишните карнавални шествия в чест на бог Кронос Дазий трябвало да играе ролята на Кронос. Като християнин Дазий отказва да вземе участие в ритуалите. За тази негова постъпка е изправен пред военен съд. Пред съда обяснява, че за него това не чест, а унижение, тъй като той служи само на истинския Бог. Дазий е осъден на смърт и посечен в 292 година.
При нахлуването на аварите, мощите на Свети Дазий са пренесени в Константинопол, а по време на Четвъртия кръстоносен поход – в Италия, като днес те се пазят в музея „Диоцезиано“ в град Анкона.